# Tribelos
Tribelos is een muggengeslacht uit de familie van de Dansmuggen (Chironomidae).

## Soorten
- T. ater (Townes, 1945)
- T. donatoris (Shilova, 1974)
- T. fuscicornis (Malloch, 1915)
- T. intextum (Walker, 1856)
- T. jucundus (Walker, 1848)
- T. subatrum Grodhaus, 1987
- T. subletteorum Grodhaus, 1987